# Védius Aquila
Pour les articles homonymes, voir Aquila.
Védius Aquila est cité par Tacite comme commandant de la célèbre treizième légion, après la retraite des Othoniens à la bataille de Bédriac ; en 69 ap. J.-C..
Dans le chapitre suivant, traitant des luttes intestines des Flaviens, il est question du légat de légion Védius Aquila, de la treizième légion Gemina (Legio tertia decima Gemina) qui est probablement le même homme, promu à un grade supérieur .
Il ne faut pas le confondre avec Julius Aquila qui triompha de Mitrhridate 20 ans auparavant.